# Cephalotes angustus
Cephalotes angustus är en myrart som först beskrevs av Mayr 1862.  Cephalotes angustus ingår i släktet Cephalotes och familjen myror. Inga underarter finns listade.

## Bildgalleri

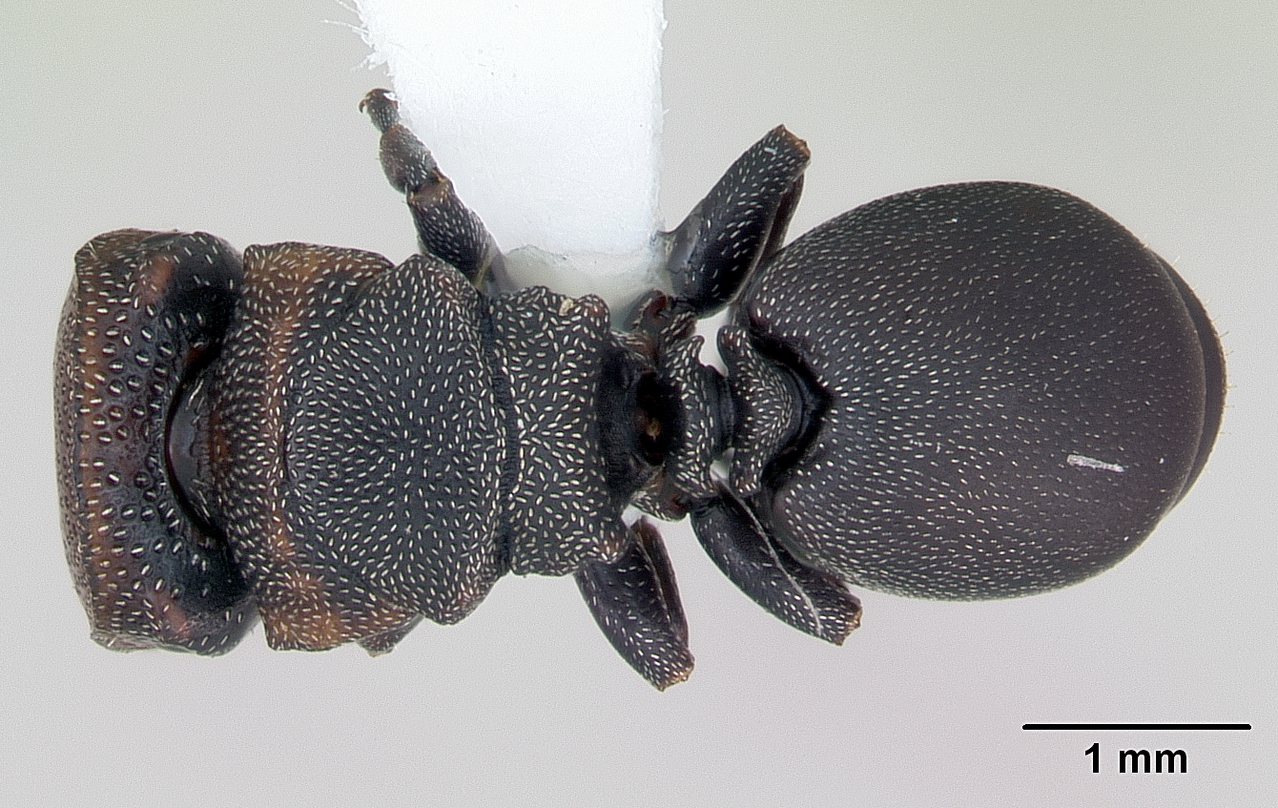
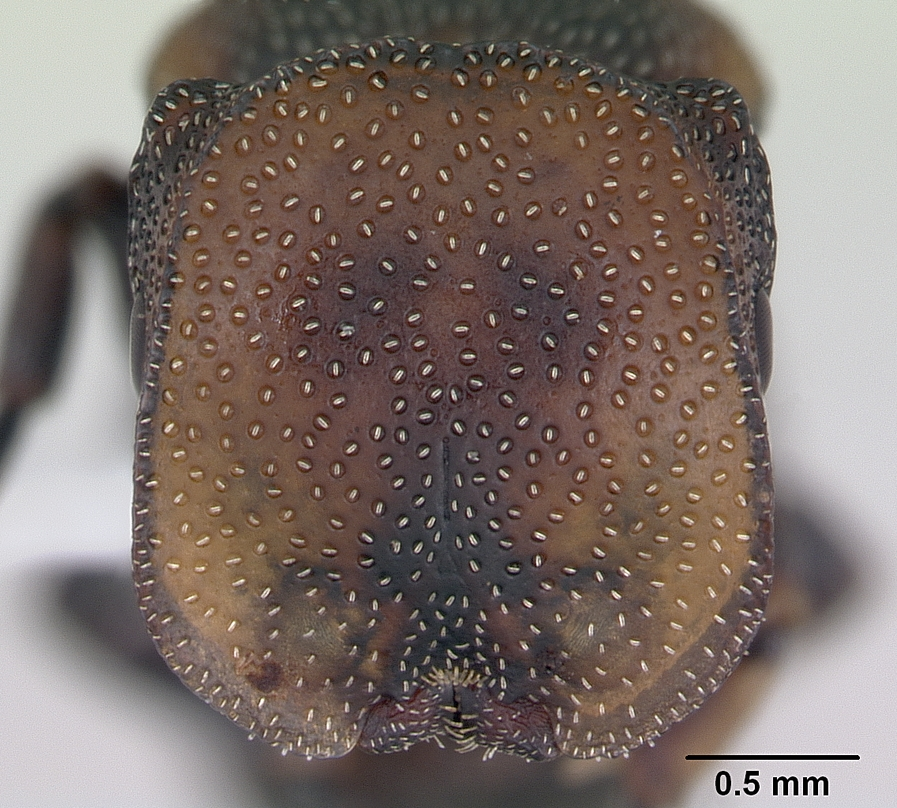
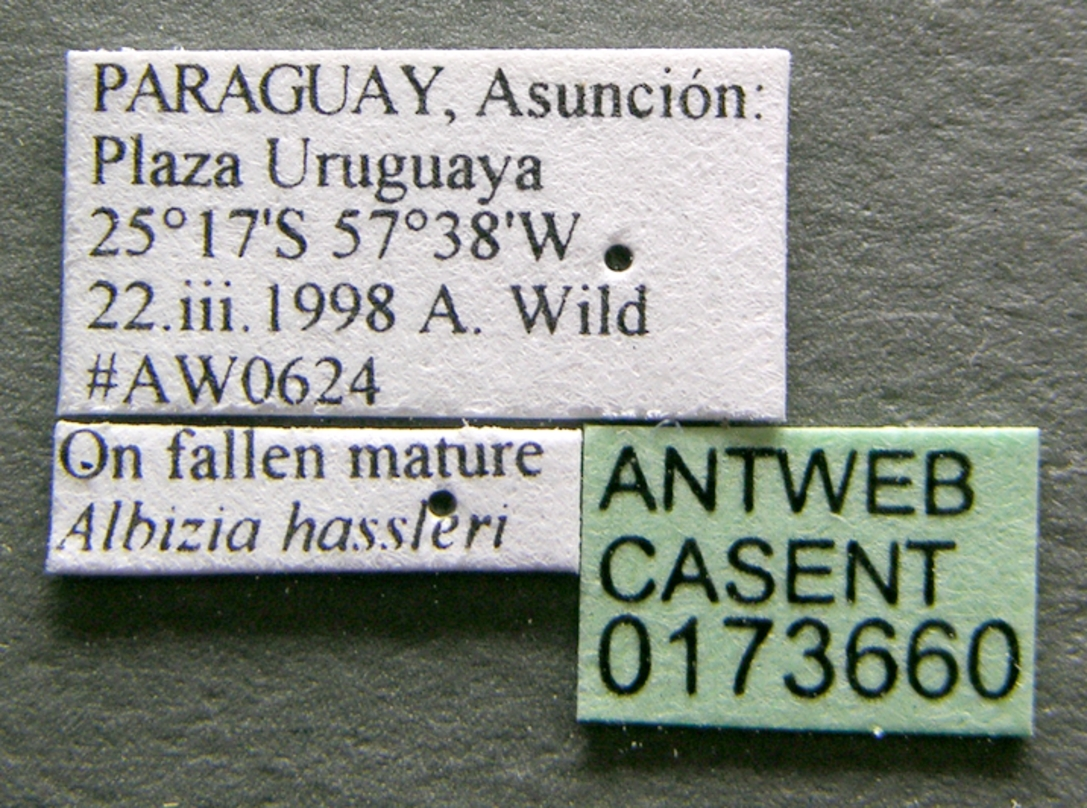
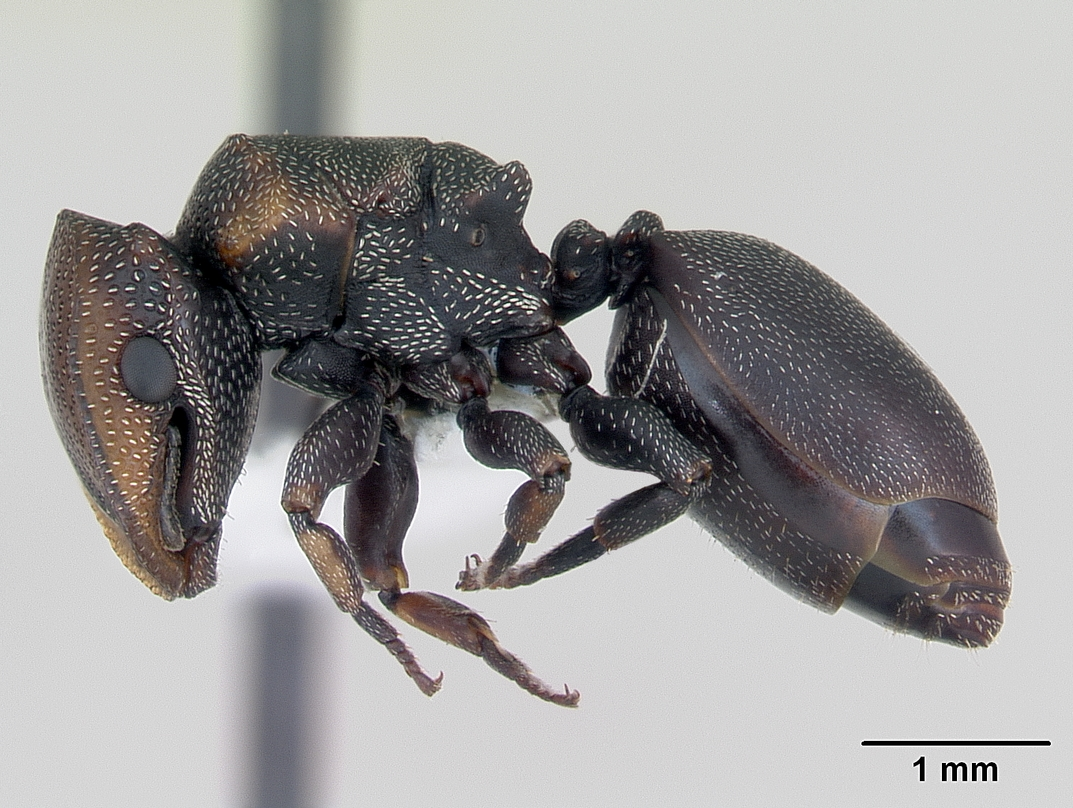
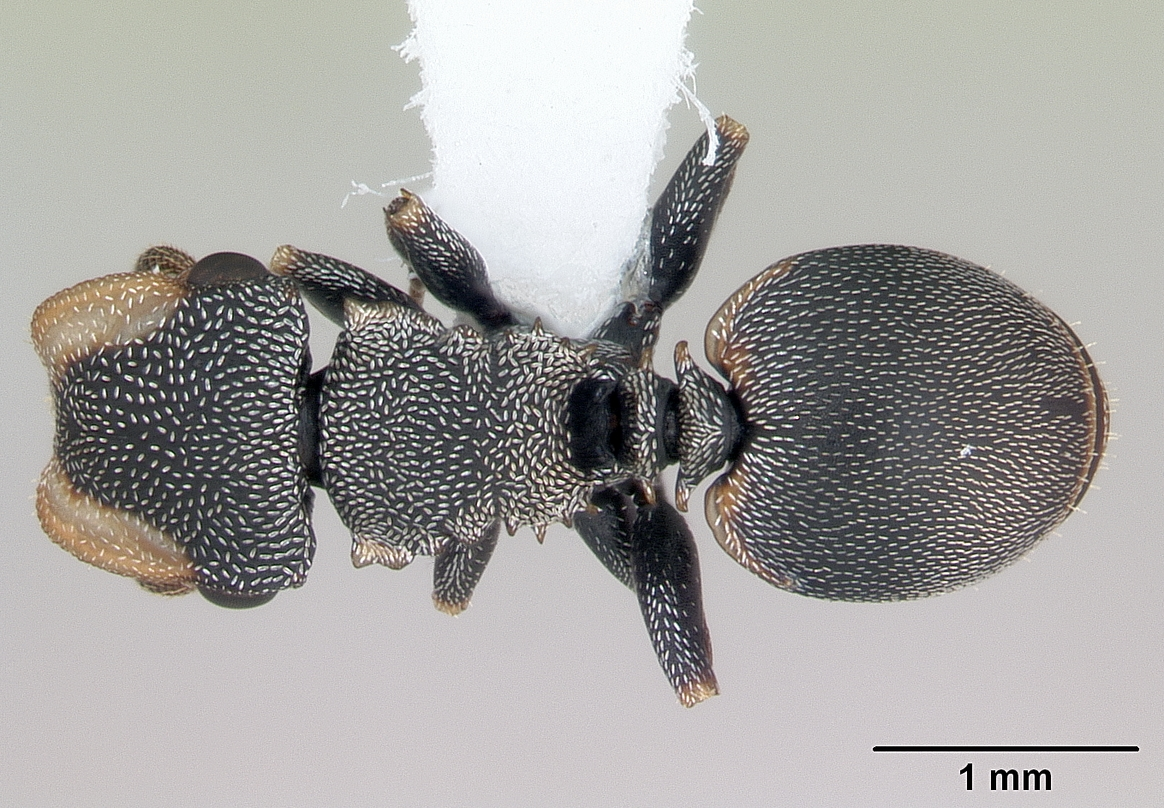
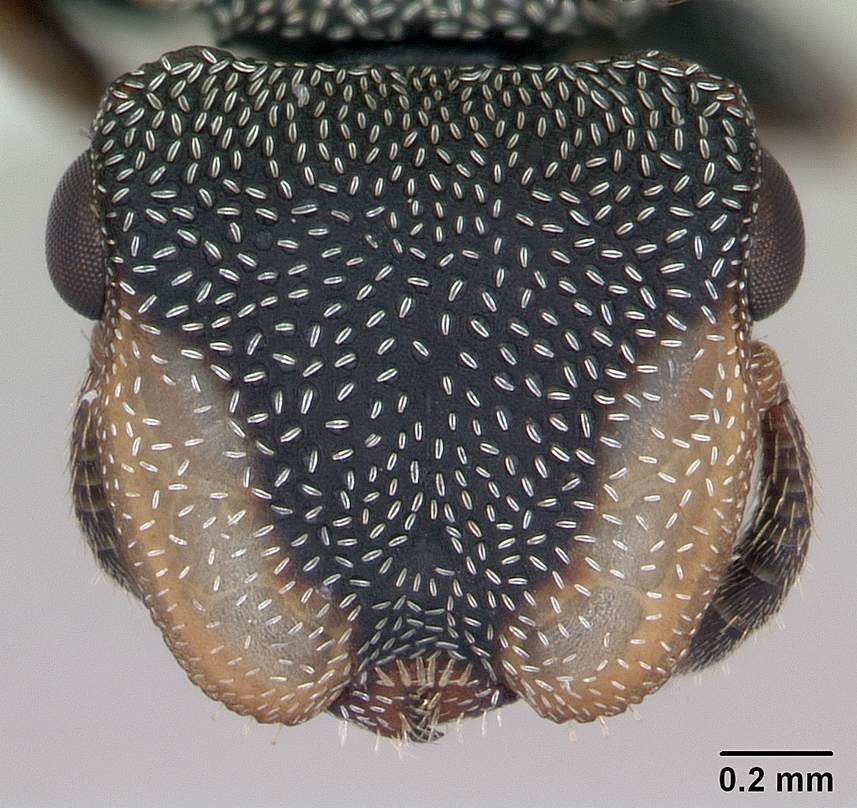